# Hedwig Hintze
Pour les articles homonymes, voir Hintze.
Hedwig Hintze, de son nom de jeune fille Hedwig Guggenheimer, née le 6 février 1884 à Munich et morte le 19 juillet 1942, est une historienne moderniste allemande. Elle s'est plus particulièrement intéressée à l'histoire de la Révolution française.

## Biographie
Née dans une famille de banquiers juifs assimilés, elle obtient un diplôme de l'État de Bavière comme professeur de français à 17 ans seulement. En 1910, elle s'installe à Berlin où elle commence des études d'Histoire à l'Université. La même année, elle est admise au séminaire d'Otto Hintze sur l' « Histoire comparée de institutions ».  Elle l'épouse en 1913, malgré une différence d'âge entre eux de 23 ans. Lorsque la Première Guerre mondiale éclate, elle devient bénévole pour la Croix-Rouge jusqu'en 1915, année où son mari, atteint d'une grave maladie des yeux, doit quitter son poste à l'université. Pendant des années, il va dépendre d'elle, qui écrira sous sa dictée. Ce n'est qu'en 1928 qu'elle présentera sa thèse, Staatseinheit und Föderalismus im alten Frankreich und in der Revolution (« Unité de l'État et fédéralisme sous l'Ancien Régime et la Révolution »). Elle devient enseignante à l'université de Berlin jusqu'en 1933, où elle est renvoyée en raison de ses origines juives, par application de l’article 3 de la loi du 7 avril 1933 « sur la restauration de la fonction publique ». Elle est aussi licenciée de la Historische Zeitschrift, la plus importante revue d'Histoire d'Allemagne et en réaction, son époux démissionne de son poste de co-directeur de la publication.
C'est à cette époque qu'elle quitte Berlin pour Paris grâce à la bourse de la Fondation Rockefeller pour travailler comme Maître de recherches au Centre de documentation international contemporaine à Vincennes. Elle finit par rentrer à Berlin en 1936 rejoindre son mari, avant un déménagement définitif aux Pays-Bas en août 1939. Elle cherche à quitter l'Europe pour les États-Unis, sans succès.
Otto Hintze meurt le 25 avril 1940, juste avant le début de la Guerre éclair et de l'invasion des Pays-Bas par la Wehrmacht. Sans ressources, elle passe deux ans à cherche un moyen de subsistance, ne pouvant travailler à la suite des lois raciales allemandes. Au printemps 1942, elle tente de passer en Suisse sans succès, là encore.
Elle meurt en 1942 dans une clinique d'Utrecht, soit par suicide, soit d'une faiblesse cardiaque.

## Travaux
Après son décès, ses travaux sont tombés dans l'oubli, et son ouvrage tiré de sa thèse Staatseinheit und Föderalismus im alten Frankreich und in der Revolution n'a été réédité en Allemagne qu'en 1989 pour le Bicentenaire de la Révolution.

## Postérité
- Un Institut Hadwig-Hintze a été créé à Brême en 1996[5].
- L'Université libre de Berlin a décerné en 2017 un Prix Hedwig-Hintze[6], récompense une thèse exceptionnelle dans le domaine de l'Histoire.

## Œuvres
- (de) « Der moderne französische Regionalismus und seine Wurzeln », Preussische Jahrbücher, vol. 181,‎ 1921
- (de) « Ökonomische Probleme des französischen Revolution », Zeitschrift für Politik, vol. 23,‎ 1923
- (de) « Hugo Preuss. Eine historisch-politisch Charakteristik », Die Justiz Monatsschrift für Erneuerung des deutschen Rechtswesens, zugleich Organ des Republikanischen Richterbundes, vol. 2,‎ 1927
- (de) « Des deutsche Einheitsstaat und die Geschichte », Die Justiz Monatsschrift für Erneuerung des deutschen Rechtswesens, zugleich Organ des Republikanischen Richterbundes, vol. 3,‎ 1927
- (de) Staatseinheit und Föderalismus im alten Frankreich und in der Revolution, Berlin, DVA, 1928réédité avec une préface de Rolf Reichardt, Francfort-sur-le-Main, Suhrkamp Verlag, 1989.
- (de) « Das heutige Frankreich », Zeitschrift für die gesamte Staatswissenschaft, vol. 92,‎ 1932
- (de) « Goethe und die französische Revolution », Die Justiz Monatsschrift für Erneuerung des deutschen Rechtswesens, zugleich Organ des Republikanischen Richterbundes, vol. 7,‎ 1932traduit en français par Henri Sée sous le titre « Goethe et la Révolution française » dans les Annales historiques de la Révolution française, vol. 9, 1932
- (de) « Nation und Humanität. Von einer deutschen Frau », Politische Rundschau. Revue politique. Rivista politica, vol. 12,‎ 1933traduit en français par Francis Leray sous le titre « Nation et humanité dans la pensée des temps modernes » dans Revue d’histoire moderne, vol. 8, 1933.
- (de) « Jean Jaurès und die materialistische Geschichtestheorie », Archiv für Sozialwissenschaft und Sozialpolitik, vol. 68,‎ 1933
- (de) « Jean Jaurès und Karl Marx », Tijdschrift voor Geschiedenis, vol. 51,‎ 1936 (écrit sous pseudonyme)
- (de) « Nachruf auf Albert Mathiez (1874-1932) », Tijdschrift voor Geschiedenis, vol. 55,‎ 1940